# Valdemar Foersom Hegndal
Valdemar Foersom Hegndal (2. februar 1916 i Randers – 16. november 2002) var en dansk billedhugger, der bl.a. har udsmykket Stenvad Kirke, Holme Kirke, Risskov Kirke og Grædstrup Kirke og udført skulpturen Solhesten i Mindeparken (i den del, der kaldes Rømerhaven) i Århus, skulpturen David på Århus Statsgymnasium 
Hegndal var 1949 lærer ved Jysk Kunstakademi, og 1966-1990 ved Arkitektskolen Aarhus. Fra 1968 til sin død var han medlem af Kunstnersammenslutningen GUIRLANDEN.